# Недолюдина

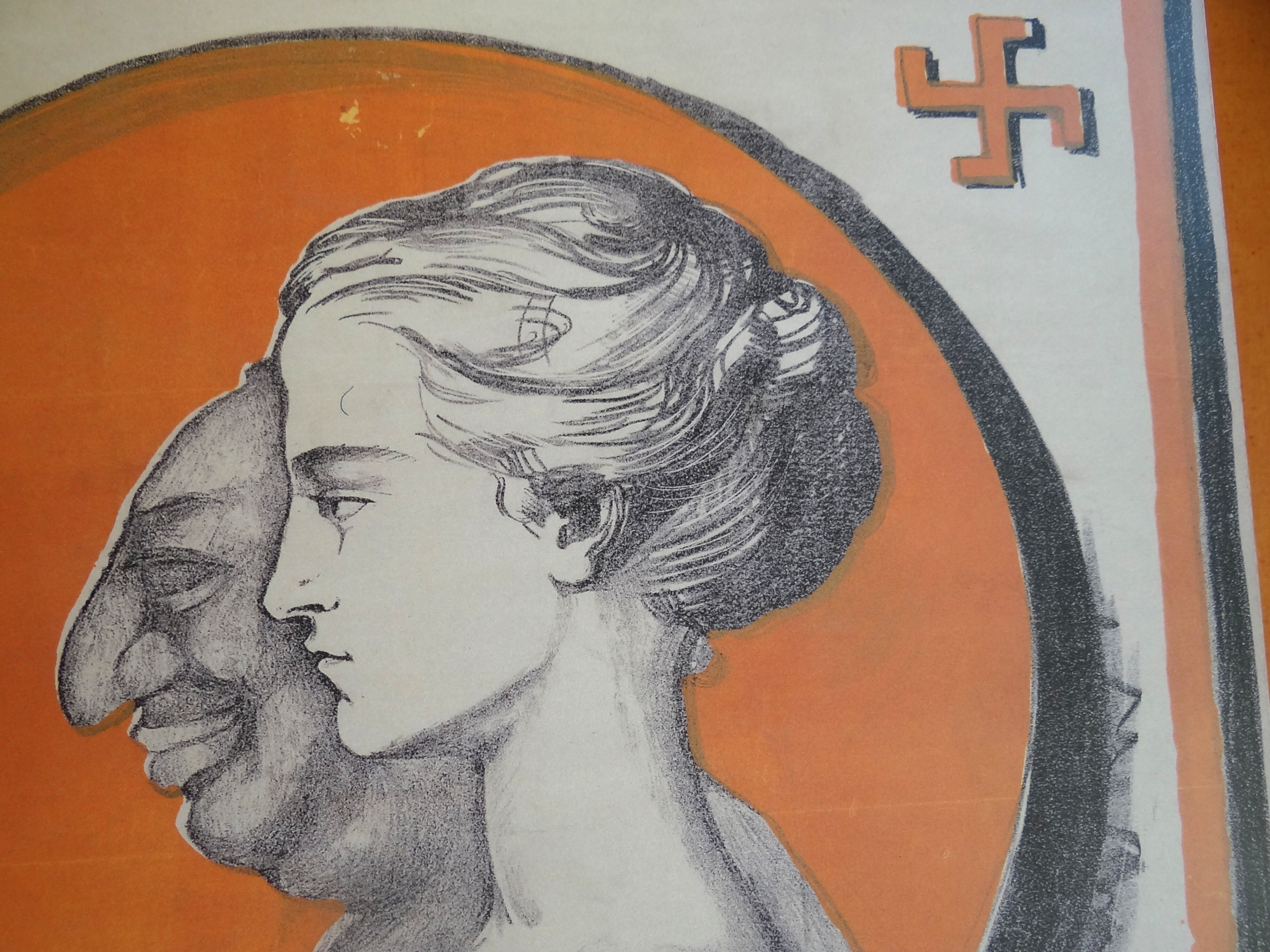
Недолюдина і людина на нацистському плакаті

Недолюди́на або унтерме́нш (нім. Untermensch) — расистсько-євгенічний термін з ідеології націонал-соціалістів на позначення рас, народів і осіб, які протиставлялися аріям. До них відносилися представники негроїдної та монголоїдної рас, а також євреї, цигани, слов'яни та їхні метиси. В брошурі «Недолюдина», виданій в Третьому Рейху в 1942 році, змальовано населення «недолюдей» в СРСР, включаючи слов'ян. Термін «недолюдина» був складовою частиною нацистської расової політики. Протиставлення  «недолюдей» людям, хоча базувалося на біологічній расовій теорії, зосереджувалося на протилежності цивілізації та варварства, де Третьому Рейхові відводилася цивілізаторська роль, а роль «недолюдей» його внутрішнім і зовнішнім ворогам — явним або гаданим. Термін «недолюдина» було популяризовано в 1930-40-і роки, зокрема в контексті плану «Ост». Ставлення до «недолюдей» різнилося, залежно від їхньої підконтрольності та наявності «арійських» рис, від винищення та депортації до асиміляції Рейхом.

## Етимологія
Слово «унтерменш» (untermensch) існувало в німецькій мові задовго до його популяризації нацистською пропагандою. Жан Поль використовував його в своєму романі «Гесперус» (1795) щодо орангутана. Фрідріх Ніцше згадував «недолюдей» у «Веселій науці» (1882) стосовно напівлюдей у міфології, поряд з карликами, феями, кентаврами тощо. Його вживав і Теодор Фонтане в романі «Стехлін» (1898), протиставляючи видатну людину пересічній, порівняно з якою вона стає «надлюдиною» (übermensch), а пересічна людина — «недолюдиною».
У расовому контексті слово «недолюдина» як «under-man» вперше вжив американський письменник і член Ку-клукс-клану Лотроп Стоддард у назві його книги «Повстання проти цивілізації: загроза недолюдини» (1922). Стоддард називав так тих людей, яких вважав нездатними жити цивілізовано в середовищі цивілізації. До таких осіб він переважно відносив представників «нижчих рас». Стоддарт наголошував, що це люди фізично та психічно здорові за мірками своєї раси; вони не «дегенерати», але «дикуни», що зіткнулися з благами цивілізації, котрі чужі їм. У виданні «Повстання проти цивілізації» німецькою мовою, випущеному в 1925 році, «under-man» було перекладено як «untermensch». Стоддард не вказував прямо, чи має зв'язок його концепція «недолюдини» з «надлюдиною» Фрідріха Ніцше, хоча згадував її. Він відгукувався про «надлюдину» як «яскраву, проте зловісну», бо вона існує лише в протиставленні до нижчих за себе. Сам він вважав ідеалом самодостатню цивілізовану демократичну расу рівних людей, суспільні верстви в якій визначають вільним вибором, а не вродженими якостями чи необхідністю.
Лідери нацизму в 1920-30-і стали характеризувати як «недолюдей» комуністів, зокрема більшовиків. Альфред Розенберг, використовуючи ідею Стоддарда, характеризував як «недолюдей» російських комуністів, що й описав у книзі «Міф двадцятого століття» (1930). Зокрема, він посилався на цитату Стоддарда: «Недолюдина — людина, що оцінює [себе] за стандартами здібностей та пристосувальності, нав'язаними суспільним ладом, за якого вона живе». Юліус Штрайхер використав термін «недолюдина» в промові 1927 року стосовно комуністів невизнаної німецької Баварської Радянської Республіки: «Це сталося за часів [Баварської] Радянської Республіки: коли розгнуздані недолюди, убиваючи, вешталися вулицями, депутати сховались за каміном у баварському парламенті». У промові «Світова небезпека більшовизму» в 1936 році Йозеф Геббельс заявляв, що «недолюдство присутнє в кожному народі, як закваска», а на мітингу з'їзду нацистської партії 1935 року в Нюрнберзі підкреслював, що «більшовизм — це оголошення війни міжнародними недолюдьми, очолюваними євреями, проти самої культури».
Генріх Гіммлер популяризував ідею, що «недолюди» — це представники певних «нижчих» або «нечистих» рас. У брошурі «Недолюдина», виданій у 1942 році незадовго після початку плану «Барбаросса», Гіммлер писав: «Подібно до того, як ніч піднімається проти дня, світло й темрява перебувають у вічній боротьбі. Так само, недолюдина є найбільшим ворогом панівного виду на Землі — людства… Мулати та фінно-азійські варвари, цигани та чорношкірі дикуни — всі вони складають сучасний підсвіт недолюдей, який завжди очолюється постаттю Вічного жида». В цій брошурі змальовані гарні люди європейських народів, котрі порівнюються та протиставляются «загрозі, яку несе Європі кероване єврейськими вождями населення жорстоких та огидних «недолюдей» в СРСР.

## «Недолюдина» в нацистській ідеології

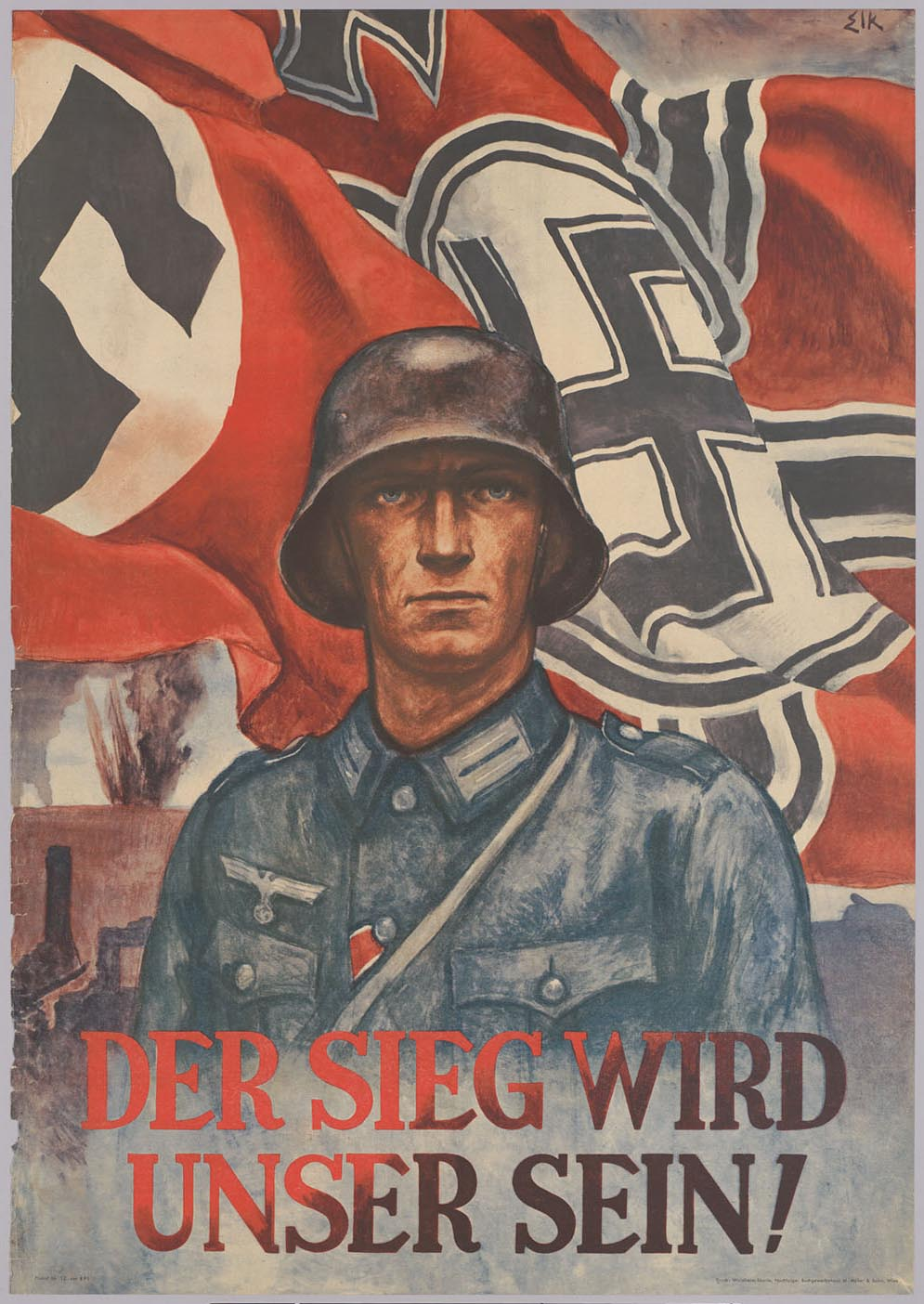
«Перемога буде за нами!» Пропагандистський плакат 1941 р.

### Світоглядна основа
У контексті нацистської расової політики «недолюдей» протиставляли «надлюдям» (нім. Übermensch) «арійської раси», хоча нерідко ідеологи наголошували не на фізіологічних відмінностях, а відмінності у способі мислення. Первісно термін «арійська раса» стосувався групи племен, що були носіями праіндоєвропейської мови та був ужитий Фрідріхом Максом Мюллером у «Лекціях з науки про мову» (1861). Французький письменник Артюр де Гобіно в книзі «Есе про нерівність людських рас» (1853—1855), виділив найцивілізованішу, на його думку, «нордичну» расу, для котрої потім узяв Мюллеровий термін «арійська раса». Також, на формування думки про вищість німців-аріїв вплинули дослідження французького антрополога Жоржа де Лапужа, який вважав, що будова мозку мешканців Північної Європи сприятлива для розвитку цивілізації та панування над менш розвиненими антропологічними типами людей.
Пізніше, в 1890-1930-і, арманізм, виниклий на ґрунті теософії, став підносити «арійську расу» як найпізнішу, засновницю стародавніх цивілізацій, таких як Атлантида, а тому найрозвиненішу. Головними представниками такої ідеї в арманізмі були Гвідо фон Ліст і його послідовники, такі як Ланц фон Лібенфельс, які наголошували на провідній ролі тевтонської (німецької) гілки «арійської раси». Антрополог Ганс Гюнтер характеризував раси за фізіологічними параметрами (відтінок шкіри, колір очей і волосся), особливостями емоційності та схильністю до тієї чи іншої релігії, найрозвиненішою виділяючи «арійську расу», а конкретно німців.
Брошура «Недолюдина» (Der Untermensch, також характеризується як памфлет) описувала таку людину як представника людського виду, що відрізняються паразитичним, нетворчим існуванням. «Недолюди» лише крадуть у розвиненіших людей винайдені ними блага, а ті, що не можуть освоїти, прагнуть знищити. Вони існують здавна, скільки існує людство, але вони роз'єднані; євреї використовують «недолюдей», згуртовуючи їх навколо особи вічного Жида. Першим масовим злочином євреїв проти цивілізації за допомоги «недолюдей» Гіммлер називав знищення 75 тис. персів. До «недолюдей» він зараховував племена гунів і монголів. Але передусім ідея «недолюдини» зосереджувалася на «сучасних варварах», якими визначалися євреї, цигани та слов'яни, а також більшовики.

Німецька нацистська ідеологія барвисто описувала зовнішні відмінності між аріями та «недолюдьми». «Недолюди» вказувалися як брудні та потворні. Арії живуть у просторих світлих будинках, носять чистий одяг, у якому багато білого кольору, на противагу тісному, брудному побуту «недолюдей». Окремий акцент робився на житті в Радянському Союзі: «Життя жахливе для молоді в так званому радянському раю, але ще гірше життя в старості!» Таким чином, аріям належало би прийти у Східну Європу та заселити її для поширення порядку та тріумфу цивілізації над дикістю. Інакше «недолюди», як варвари давнини, знищать і спаклюжать усе, що людство створило завдяки своєму духові та розуму

### «Недолюдські» народи

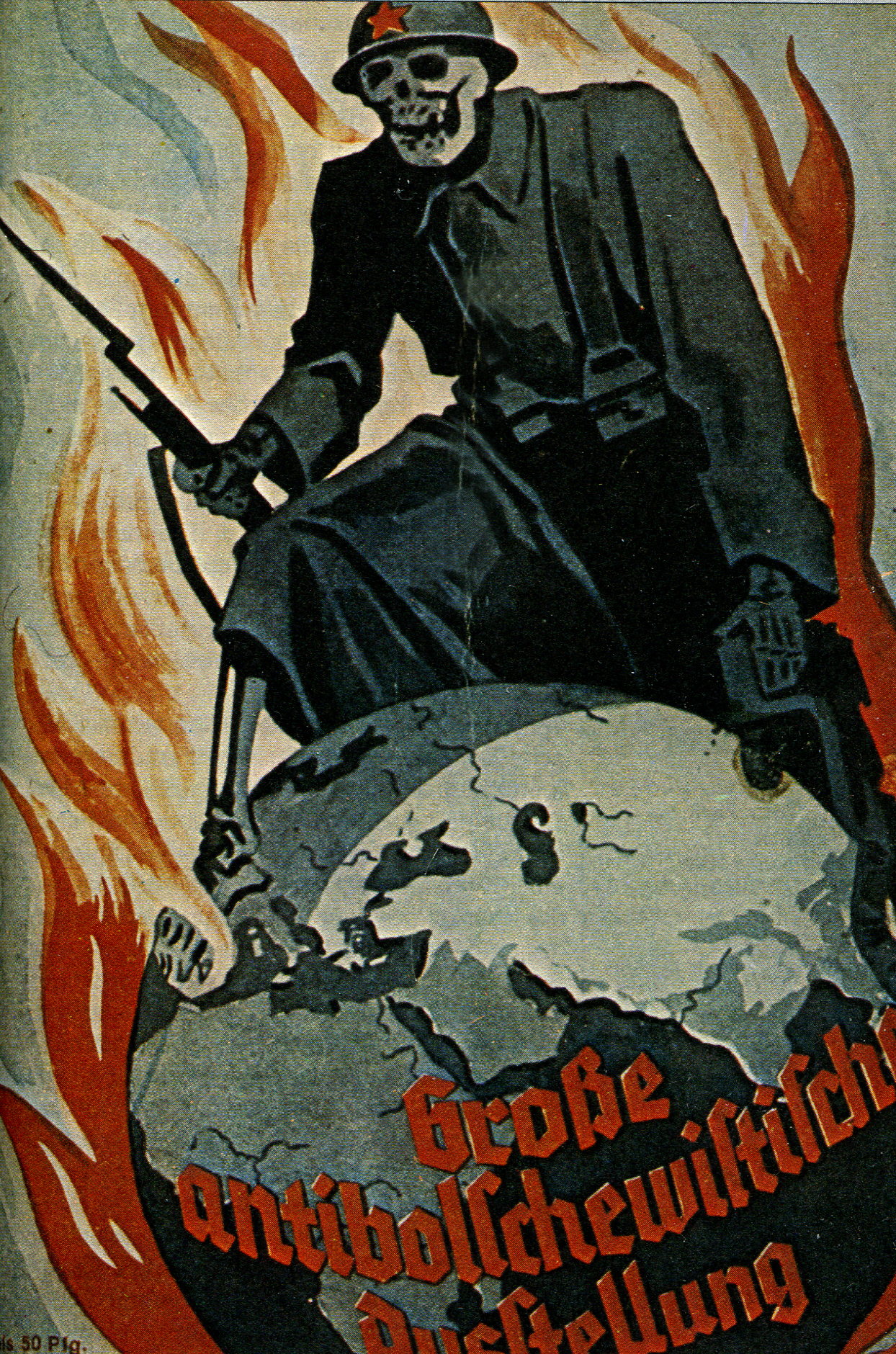
Більшовицька загроза світові. Обкладинка буклета Великої антибільшовицької виставки, 1937 р.

Керівна роль у загрозі «недолюдей» відводилася євреям. Ганс Гюнтер у книзі «Расова наука німецького народу» (1922) описав їх як представників «близькосхідної раси», якій приписував здібності до психологічної маніпуляції та експлуатації задля досягнення економічної вигоди. Ця книга з огляду на вивищення «нордичного» типу європейців, з якими ототожнювалися більшість німців, і думку про необхідність «расової чистоти», зацікавила Адольфа Гітлера. Вину за бідність, гіперінфляцію, безробіття у Веймарській республіці, та поразку в Першій світовій війні було покладено на євреїв та більшовиків як світових маніпуляторів, що потім було використано в жидобільшовицькому міфі.
Дискримінація євреїв розпочалася відразу після захоплення влади нацистами в 1933 році. Проте відсутність чітких критеріїв єврейства зумовила доволі широке трактування «недолюдяності» євреїв та людей, які мали єврейських предків. Наявність одного чи двох євреїв у третьому поколінні були підставою до зарахування до «напівчистих» чи інакше «мішлінгів». Виступаючи у рейхстазі 30 січня 1939 року, Адольф Гітлер сказав, що «якщо міжнародні єврейські фінансисти в Європі та за її межами зуміють ще раз втягнути народи у світову війну, то результатом війни буде не більшовизація світу, а отже, тріумф єврейства, але знищення єврейської раси в Європі». Загальна кількість убитих євреїв за нацистського режиму складає 5,1 млн, зокрема 3 млн в таборах смерті.
Циган нацистська Німеччина почала переслідувати у 1936 році, що стало прелюдією до депортації 23 тис. їх до концтаборів. У той же час до 10 % циган вважалися носіями достатньої кількості арійських рис.
Східну Європу, вкриту необробленими дикими лісами та степами, Гіммлер протиставляв упорядкованій сільсько-господарській Німеччині. Східна Європа «лежить занедбана та марнотратна, загублена в прірві культурного нігілізму… Однак її східноєвропейські господарі не піднялися вище своїх первісних шляхів». Готи та варяги намагалися принести високу культуру в ці землі, впорядкувати їх; потім з тією ж метою туди приходили шведи, фламандці, голландці, шваби та нижньосаксонські поселенці.

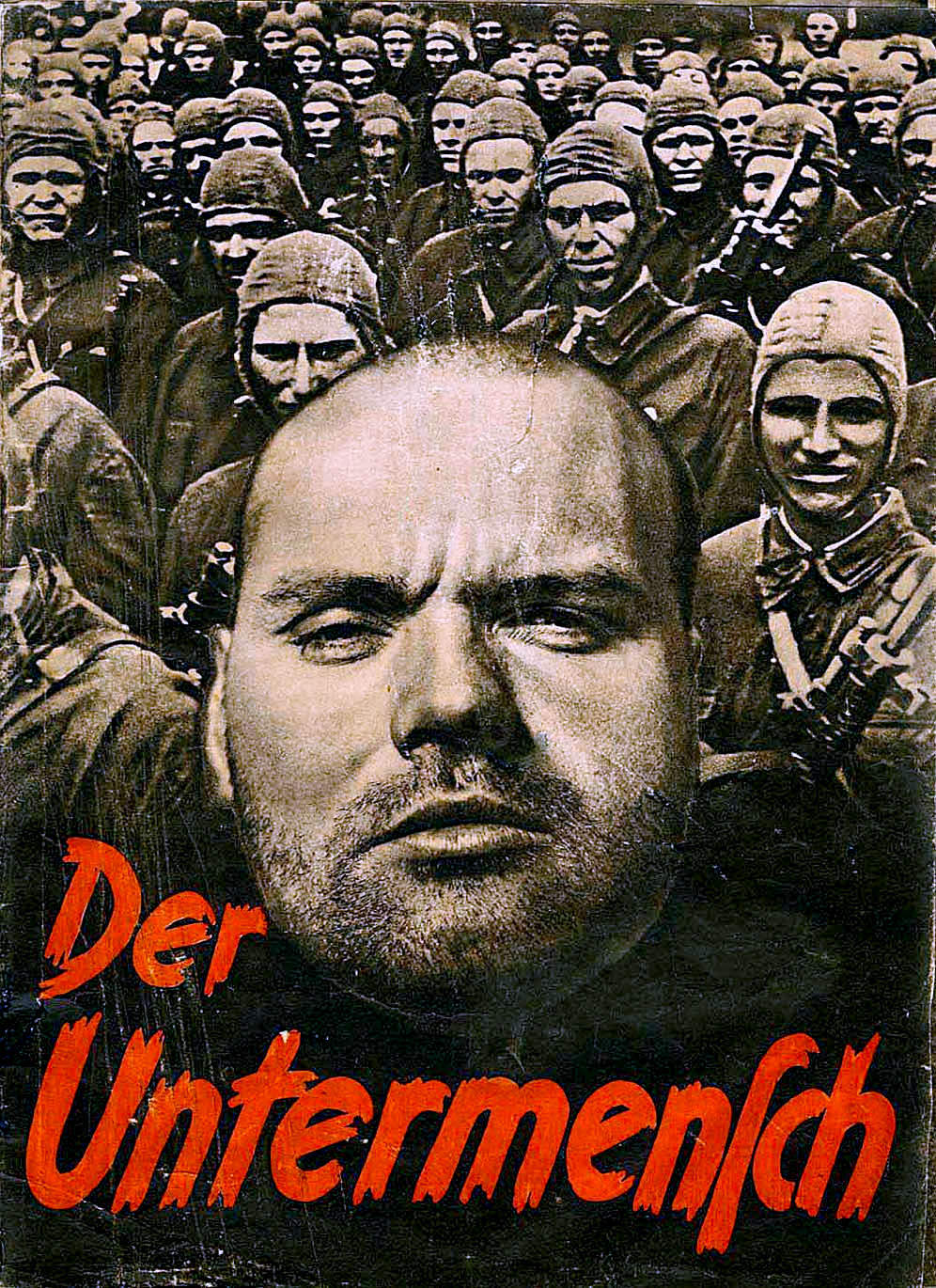
«Недолюдина». Обкладинка однойменної брошури Гіммлера 1942 р.

У той же час щодо слов'ян допускалося, що частина їхніх представників мала арійських предків, тому такі слов'яни можуть бути «германізовані». Слов'яни поділялися на ранги за «расовою повноцінністю». Босняки, болгари та хорвати вважалися найближчими до аріїв. Нижче стояли чехи, українці, білоруси та словаки. Поляки, серби та росіяни перебували на останньому місці. Припускалося, що «германізувати» можливо до 50 % чехів, 35 % українців і до 25 % білорусів. Непридатних до германізації планувалося виселити в Західний Сибір — за межі майбутньої території проживання німців. Зокрема, мали бути депортовані 80-85 % поляків. Генеральний план «Ост» приділяв відносно мало місця російському питанню, хоча у своєму меморандумі Ерхард Ветцель підкреслював, що його правильне вирішення має велике значення для нацистської політики у Східній Європі. Попри поширений стереотип, депортованих на схід, як і росіян, які вже проживали там, не пропонувалося масово винищувати, натомість розселити по зумисне створених рейсхкомісаріатах, де підтримувати «недолюдей» роз'єднаними. Також, частину дітей, у яких є достатньо «арійських» рис зовнішності, задумувалося переселити в Німеччину. Впродовж Другої світової війни від 20 тис. до 40 тис. дітей з території Польщі та Радянського Союзу, були вивезені до Німеччини. Для цього обиралися діти віком 6-10 років, яким давалися нові імена. В той же час щодо поляків думки були радикальніші. В директиві No. 1306 Імперського міністерства народної освіти та пропаганди від 24 жовтня 1939 року стверджувалося: «Усім у Німеччині, навіть останній доярці, має стати зрозумілим, що поляцтво дорівнює недолюдству. Поляки, євреї та цигани знаходяться на однаково низькому рівні. Це має бути чітко окреслено […], доки кожен громадянин Німеччини не закодує у своїй підсвідомості, що з кожним поляком, будь то робітник чи інтелектуал, слід поводитися, як зі шкідником».
Щодо представників негроїдної та монголоїдної рас як «недолюдських» думки також були доволі радикальними, хоча їх реалізація була ускладнена невеликою кількістю їхніх представників, які проживали на підконтрольних Рейху територіях. У «Моїй боротьбі» Адольф Гітлер писав, що «євреї відповідальні за введення негрів у Рейнланд, з кінцевою ідеєю бастардизації білої раси, яку вони ненавидять, і, таким чином, зниження її культурного та політичного рівня, щоб єврей міг панувати». З 1933 по 1945 роки в нацистській Німеччині та окупованих німцями територіях провадилося ув'язнення, репресії, стерилізація, медичні експерименти, різні прояви насильства та вбивства темношкірих. Однак, систематизованої програми їх ліквідації, такої як для євреїв, не існувало. Представники монголоїдної раси, що проживали в Німеччині, особливо китайці, також переслідувалися і знищувалися. В січні 1938 було створено центр для контрою їх кількості, а коли в 1941 Китай оголосив війну Німеччині, гестапо запустило кампанію геноциду німецьких китайців. Підставою до цього була не лише расова політика, а й прокомуністські настрої багатьох китайців.
Частина «недолюдей» визнавалися корисними з огляду на співпрацю з нацистами. Статус фінів та угорців був суперечливим. Угорці нацистськими ідеологами вважалися спорідненими з німцями, проте «племінно чужими». В 1934 році їх було визнано «аріями», але це твердження оскаржувалося аж до 1943 року. Сам Гітлер заявляв, що угорці «расові сусіди» німців. Після серії поразок і значних втрат особового складу Рейх став приймати на службу на окупованих територіях і слов'ян. Зокрема хорвати визнавалися нащадками готів. Ставлення до чехів водночас було презирливе, Гітлер відносив їх до нащадків монголів.
Сумнівним було і становище італійців, попри те, що Італія виступала союзницею Німеччини. Нацистська ідеологія вбачала падіння Римської імперії в порушенні її расової чистоти темношкірими африканцями. Гітлер висловлював це Беніто Муссоліні в 1934 році, та вважав північних італійців більш «аріями», ніж південних.

## У сучасній культурі
В сучасній масовій культурі слово «недолюдина» вживається як презирливе позначення людини, що вважається неповноцінною за мірками раси чи соціального класу, котра не володіє загальноприйнятним рівнем інтелекту чи моральності. А також (в англійській мові в формі «subhuman») на позначення істот, які перебувають на нижчих за людину таксономічних рівнях. Наприклад, щодо мавп.